# Holzham (Otterfing)
Holzham ist ein Ortsteil von Otterfing im oberbayerischen Landkreis Miesbach. 

## Geographie
Das Dorf liegt circa 700 Meter südöstlich vom Ortszentrum in Richtung Holzkirchen. Es ist landwirtschaftlich geprägt.

## Geschichte

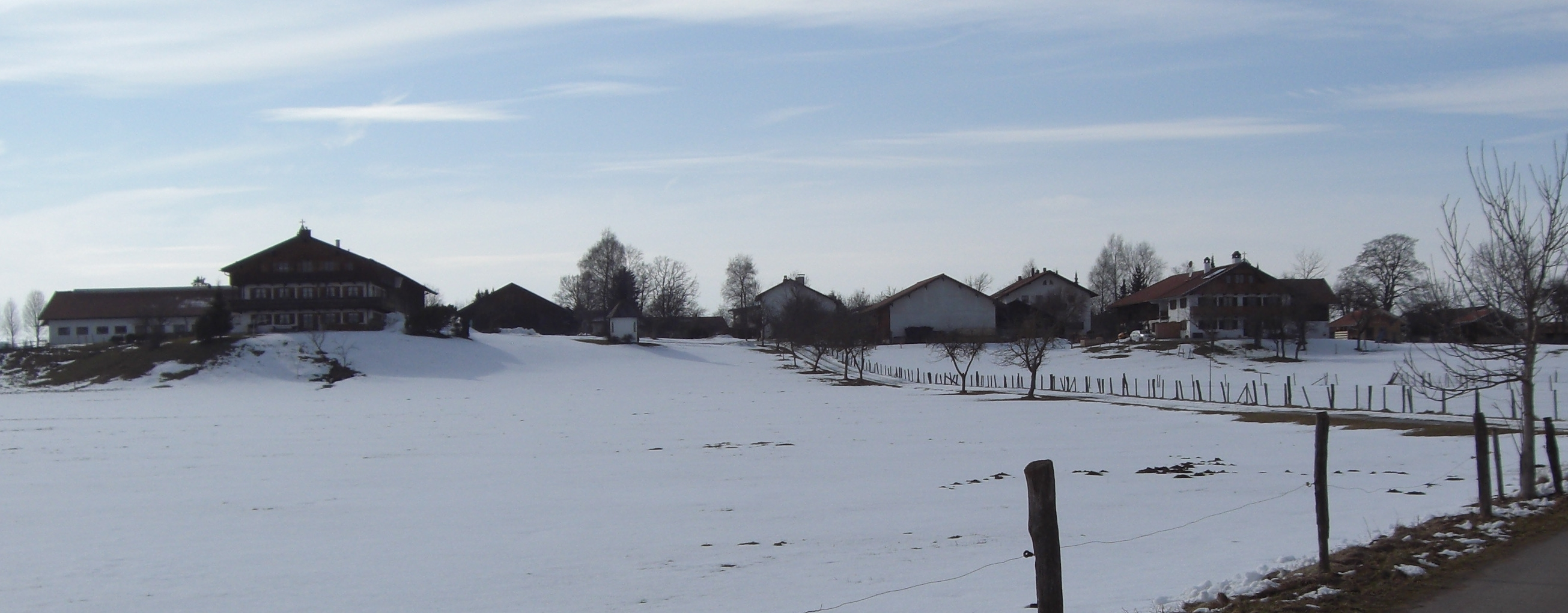
Holzham von Osten

Die Endung -ham, oberdeutsch für -heim, weist auf eine Besiedlung etwa im 7./8. Jahrhundert hin. Urkundlich wurde Holzham erstmals 1091 in den Traditionen des Klosters Tegernsee als „Holzheim“ erwähnt.

## Baudenkmäler
Siehe: Liste der Baudenkmäler in Holzham